# Dvorníky-Včeláre
Dvorníky-Včeláre es un municipio del distrito de Košice-okolie en la región de Košice, Eslovaquia, con una población estimada a final del año 2024 de 543 habitantes.
Se encuentra ubicado en el centro de la región, en la cuenca hidrográfica del río Sajó (afluente derecho del Tisza) y cerca de la frontera con la región de Prešov y con Hungría.

## Demografía
| Año        | 1994 | 2004    | 2014    | 2024     |
| ---------- | ---- | ------- | ------- | -------- |
| Población  | 427  | 438     | 474     | 543      |
| Diferencia |      | +2,57 % | +8,21 % | +14,55 % |

| Año        | 2023 | 2024    |
| ---------- | ---- | ------- |
| Población  | 535  | 543     |
| Diferencia |      | +1,49 % |